# Mäxel
Mäxel ist ein Wohnplatz in der Stadt Ochsenhausen im Landkreis Biberach in Baden-Württemberg.

## Lage
Der Hof Mäxel liegt etwa zwei Kilometer südlich von Mittelbuch am rechten Ufer der Dürnach.

## Geschichte
Mäxel war ein Ortsteil der Gemeinde Mittelbuch. Mit ihrer Auflösung am 1. Januar 1975 kam der Ort zu Ochsenhausen. 